# Proton (software)
Proton is een compatibiliteitslaag om Windows-spellen uit te voeren op systemen met een besturingssysteem gebaseerd op Linux. Proton is ontwikkeld door Valve en is gebaseerd op een aangepaste versie van Wine.

## Geschiedenis
Proton werd voor het eerst uitgebracht op 21 augustus 2018. Hierbij gaf Valve een lijst vrij met 27 spellen die getest waren en werkten met Proton. Onder andere Doom, Quake en Final Fantasy IV staan op deze lijst.
Om prestaties in spellen te verbeteren bevat Proton bibliotheken die hierbij helpen, waaronder DXVK, een vertalingslaag die Direct3D omzet in Vulkan.